# Planspitze

Die Planspitze im Nationalpark Gesäuse

Die Planspitze (2117 m ü. A.) ist ein markanter Gipfel im Gesäuse, dem nordöstlichen Teil der Ennstaler Alpen. Sie gehört zur Hochtorgruppe und markiert den Beginn des langen Grates zum südwestlich gelegenen Hochtor und weiter bis zum Großen Ödstein.
Wie fast die gesamte Hochtorgruppe liegt auch die Planspitze im Nationalpark Gesäuse.

## Geologie
Die eigentliche Hochtorkette ist eine mächtige gegen Südosten geneigte Schichtenfolge. Am klarsten ist dieses Einfallen der Schichten gegen Südosten an der Planspitze zu sehen. Die gewaltige Nordwand wird von den Schichtköpfen, das viel weniger steil ansteigende Südostgelände von den planen Schichtflächen gebildet. Diese Struktur dürfte auch namensbestimmend gewesen sein.

## Erstersteigung
Die erste Besteigung der Planspitze erfolgte durch unbekannte Jäger, die erste touristische Ersteigung im August 1877 durch Heinrich Heß, A. Heinzel und E. Gerstenberg aus der Seescharte (1991 m) über die SSW-Flanke (I), den heutigen Normalanstieg.
Die erste Ersteigung des Peternpfads erfolgte durch den Wilderer Andreas Peter Rodlauer, den Schwarzen Peter, bereits vor dem Jahre 1877. Die erste touristische Ersteigung gelang am 11. Juni 1877 Heinrich Heß mit besagtem Führer Andreas Rodlauer.
Die erste bekannte Ersteigung des Wasserfallwegs erfolgte am 5. Juli 1877 durch Heinrich Heß, T. Hansen, C. Sperl geführt von A. Rodlauer. Damals war der Wasserfallweg noch nicht versichert, die Errichtung der ersten Steiganlage erfolgte erst in den Jahren 1891 und 1892.

## Routen zum Gipfel
Mit einer Höhe von über 600 m und einer Breite von über 1 km bildet die Nordwand das imposante Schaustück des Ortes Gstatterboden. Durch diese Wand führt eine Vielzahl klassischer Klettertouren. Nach Südosten fällt die Planspitze hingegen viel flacher über Rasen und Schrofenhänge ins Seekar ab.
Es überrascht daher nicht, dass die Planspitze am einfachsten von Nordost bis Südwest erstiegen werden kann, entweder von der Hesshütte über die Seescharte (SSW-Flanke) oder über die ONO-Flanke, die auch von der Hesshütte oder direkt aus dem Ennstal über den Wasserfallweg (Klettersteigschwierigkeit B) erreicht werden kann. Überraschenderweise lässt sich die Nordwand aus dem Haindlkar (von der Haindlkarhütte) über den Peternpfad überlisten. Der Peternpfad ist eine Klettertour im Schwierigkeitsgrad I-II, deren schwierigste Stelle der ausgesetzte Ennstaler Schritt ist, und die in der Peternscharte endet. Von dort kann die Seescharte und aus ihr der Gipfel erstiegen werden.
Die allermeisten Anstiege durch die Nordwände erreichen den Gipfel nicht direkt, sondern enden am Grat irgendwo neben dem Gipfel. Viele Routen werden auch durch Ausqueren über die Schichtbänder bereits vor dem Gipfel beendet. Der Gipfel wird, wenn überhaupt, über die beiden leicht ersteigbaren Gipfelgrate erreicht.
Klassischen Routen durch den zentralen Teil der Nordwand sind:
- Inthaler-Kamin (Führer Daniel Innthaler mit Eduard Suchanek, Juli 1885), III+
- die Nordwand (Eduard Pichl, F. Panzer, 10. Juni 1900), II-III
- Unterer Westlicher Nordpfeiler (K. Jilek, F. Schön, 4. August 1923), IV, und Oberer Westlicher Nordpfeiler (A. Deye, H. Feichtner, W. Ludwig, 18. August 1918), V-. Dieser Anstieg endet direkt am Gipfel.
- Gesamter Nordwestgratpfeiler (Klaus Hoi, Walter Almberger, 27. Mai 1979), VI-, A2, V+